# Basslerites miocenicus
Basslerites miocenicus är en kräftdjursart som först beskrevs av Howe 1935.  Basslerites miocenicus ingår i släktet Basslerites och familjen Trachyleberididae. Inga underarter finns listade.